# Fritze Carstensen
Fritze Wulff Carstensen, nata Nathansen (Aarhus, 18 luglio 1925 – 5 agosto 2005), è stata una nuotatrice danese, specializzata nello stile libero.

## Palmarès

### Olimpiadi
- Argento a Londra 1948 nella staffetta 4x100 metri stile libero.

### Europei
- Oro a Monte Carlo 1947 nei 100 metri stile libero.
- Oro a Monte Carlo 1947 nella staffetta 4x100 metri stile libero.